# Expedição Polar Russa de 1900
A expedição polar russa de 1900-1902 foi encomendada pela Academia de Ciências de São Petersburgo para estudar o Oceano Ártico ao norte das Ilhas da Nova Sibéria e procurar a lendária Terra de Sannikov. Tornou-se a primeira empresa acadêmica russa nas águas do Oceano Ártico, realizada em seu próprio navio. Foi liderado pelo geólogo alemão do Báltico e explorador do Ártico, Barão Eduard von Toll, no navio Zaria. Toll e seus três assistentes desapareceram no final de 1902 enquanto exploravam a Ilha Bennett.
Um dos funcionários e assistentes mais próximos de Toll era um jovem cientista e pesquisador, tenente da Marinha Imperial Russa Aleksandr Vasilievitch Koltchak, que durante a Guerra Civil Russa assumiu o título de Governante Supremo da Rússia e o título de Comandante Supremo do Exército Russo. Koltchak também liderou a missão de resgate para encontrar Toll e sua tripulação. A compreensão e avaliação verdadeira de sua personalidade foi dificultada pela propaganda comunista ortodoxa, portanto, por motivos políticos, sob o regime soviético, a história da expedição foi radicalmente distorcida.
O evento contou com o patrocínio supremo do Presidente da Academia de Ciências da Rússia, grão-duque Konstantin Konstantinovitch Romanov.
A expedição também foi importante do ponto de vista dos interesses geopolíticos da Rússia no Ártico, que reivindicou as zonas econômicas dos mares que banham seu território e que desenvolveu a navegação pela Rota marítima ártica a partir das expedições de Kara. Todas as expedições polares estrangeiras anteriores também foram consideradas por seus organizadores como um importante assunto nacional.

## Antecedentes
Um graduado da Universidade de Dorpat, o naturalista Eduard Toll, em 1884-1886, participou da expedição do cientista polar Aleksandr Bunge, que explorou a costa do Oceano Ártico desde a foz do rio Lena até o rio Iana, bem como o Ilhas da Nova Sibéria. Toll então descobriu ossos de mamutes nas ilhas Kotelny e Bolshoi Liakhovski, e depósitos de carvão marrom na ilha Nova Sibéria.
Um dia, em agosto de 1886, com tempo claro, das falésias noroeste da Ilha Kotelni, o pesquisador discerniu os contornos de outra ilha desconhecida, localizada na direção nordeste. A uma distância de cento e algumas verstas (determinada por Toll a olho) era claramente visível uma costa íngreme com montanhas colunares, cujas coordenadas foram determinadas aproximadamente como 77° 05′ N, 140° 14′ L (segundo outras fontes, as coordenadas da ilha, determinadas pela Toll, ascenderam a 77° 30′ N, 142° 20′ L). A costa se estendia exatamente onde Iakov Sannikov apontou, onde ficava a lendária Terra de Sannikov, que desde então foi marcada nos mapas com uma linha pontilhada. A visão de uma ilha desconhecida assombrava o explorador e o chamava irresistivelmente.
O imperador russo certa vez, durante outra conversa sobre a Terra de Sannikov, de brincadeira ou seriamente encorajou os pioneiros ousados: “Quem descobrir esta terra invisível, ela pertencerá a ele. Vá em frente, tenentes!”.

## Patrocínio supremo

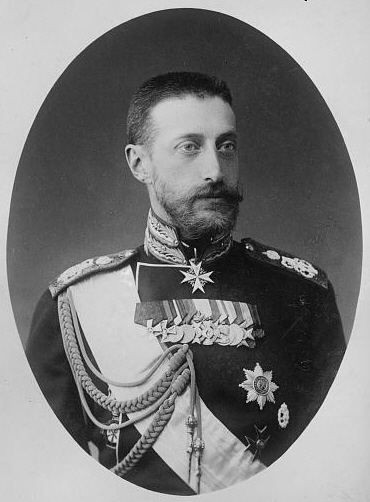
O maior patrono da expedição, o grão-duque Konstantin Konstantinovitch

Um grande papel no equipamento da expedição foi desempenhado pela Academia Imperial de Ciências de São Petersburgo e pessoalmente por seu presidente, o grão-duque ajudante geral Konstantin Konstantinovitch Romanov. Sem as petições do grão-duque, a expedição poderia não ter ocorrido, e não foi por acaso que seu retrato adornava o rancho do Zaria. Em sua juventude, Konstantin Konstantinovitch era um marinheiro militar e podia avaliar muitas pequenas coisas importantes do equipamento pessoalmente e com competência. Longe da ciência, compensou a falta de conhecimentos especiais com cultura geral e atenção às pessoas. São conhecidos muitos exemplos de sua preocupação pessoal pelos membros da expedição. Foi graças a ele que Toll recebeu o dobro do dinheiro originalmente planejado: 509 mil rublos para março de 1904, em vez dos 240 mil planejados. Como escreve Iuri Tchaikovski, não muito longe da verdade estava a afirmação de que Toll (e mais tarde, seguindo seu exemplo, Koltchak) explorou diretamente a obrigação do Presidente da Academia Imperial de Ciências e mais de uma vez colocou a Academia antes do fato de imprevistos despesas. Pelo que se pode julgar pelos documentos conhecidos da expedição, o aparato da Academia na preparação da viagem funcionou sem problemas e sem demora.
A escuna Zaria fez sua viagem ao Ártico com a mais alta permissão do Presidente da Academia Imperial Russa de Ciências sob seu galhardete pessoal. Isso foi importante em termos de atenção e atitude para com os viajantes por parte de organizações e indivíduos, em cujo poder estava para ajudar e ajudar os pioneiros a caminho das costas da Sibéria Oriental.

## Tripulação

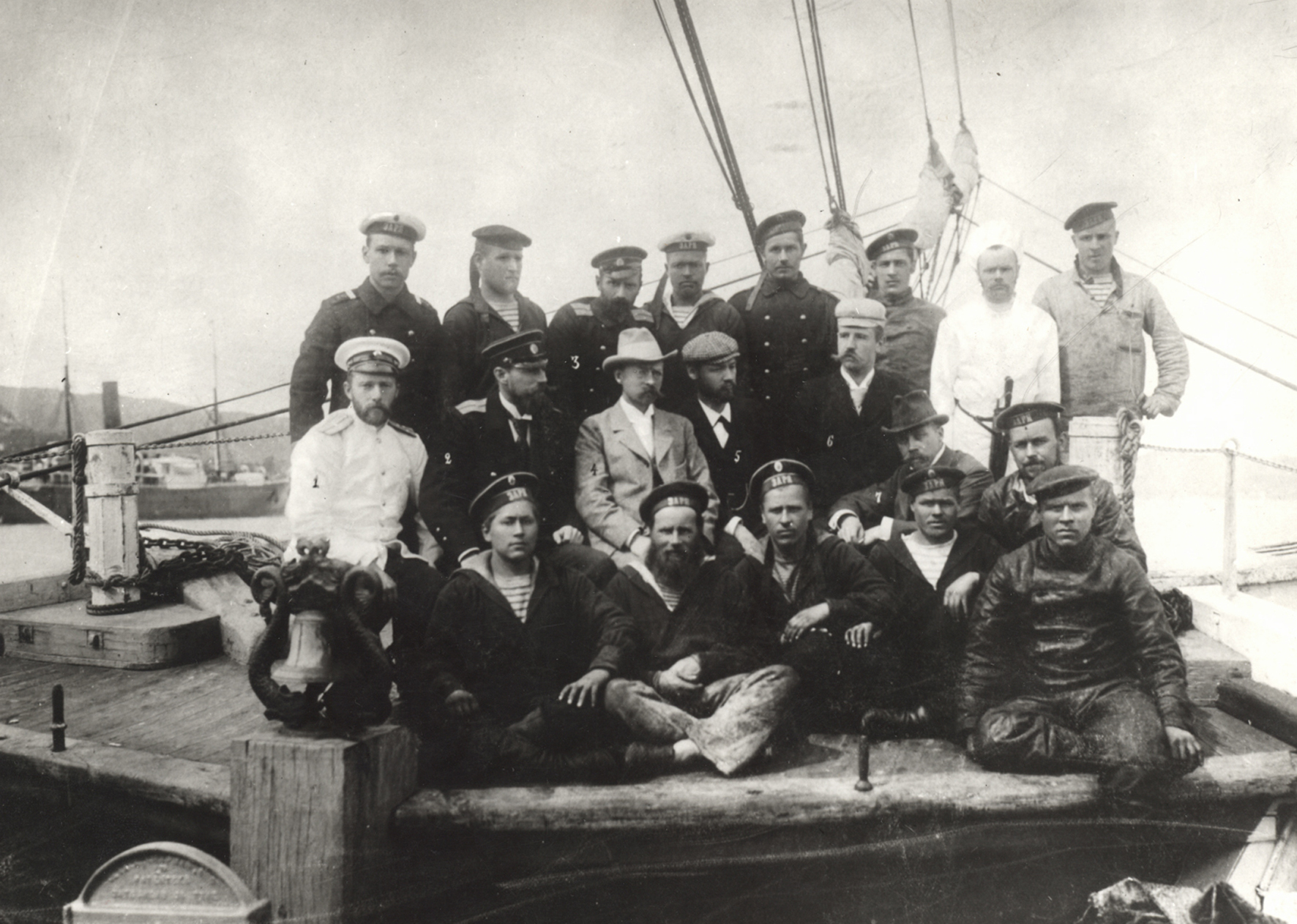
Membros da expedição a bordo do Zaria.
Linha superior, terceira da esquerda: Koltchak.
Segunda fila: Kolomeitsev, Mathiesen, Toll, Walter, Seeberg e Bialinitski-Birulia

O barão Toll selecionou pessoalmente os participantes da expedição, a lista foi aprovada por ordem da Academia de Ciências da Rússia de 8 a 10 de março de 1900.
A parte científica da expedição consistia no seguinte pessoal:
1. barão Eduard Toll – chefe da expedição, geólogo e zoólogo.
2. Nikolai Kolomeitsev – tenente e capitão do Zaria. Anteriormente, ele participou de explorações do Mar Branco na foz do rio Ienissei
3. Fiódor Mathiesen – tenente, comandante assistente e oficial sênior do navio.[11] Topógrafo, cartógrafo, mineralogista, meteorologista e fotógrafo de expedições.[12][11] Ele era um membro da expedição de 1899 a Svalbard.
4. Aleksandr Koltchak – tenente, segundo oficial da escuna “Zaria”,[11] hidrógrafo, hidrólogo, magnetologista, hidroquímico, topógrafo e cartologista. Ele navegou no Oceano Pacífico, realizou estudos hidrológicos e hidroquímicos no Mar do Japão e da Coréia, verificou o mapa das correntes. Ele foi convidado para a expedição por Eduard Toll, que chamou a atenção para o trabalho científico do tenente em oceanografia.[13]
5. Aleksei Bialinitski-Birulia – zoólogo-chefe e fotógrafo, membro do Museu Zoológico da Academia Russa de Ciências. Ele participou da expedição a Svalbard em 1899. Ele trabalhou na Estação Biológica Solovetski, estudou a fauna marinha do Mar Branco.
6. Friedrich Seeberg – candidato de ciências físicas e matemáticas, astrônomo e magnetologista.
7. Herrmann von Walter – médico, bacteriologista e segundo zoólogo da expedição. Em 1899, ele participou da expedição que explorou as terras próximas a Murmansk e Novaia Zemlia.
8. Konstantin Vollosovitch – chefe do grupo assistente de 11 homens, geólogo.
9. Viktor Katin-Iartsev – médico no exílio político. Ele substituiu Walter, que morreu de ataque cardíaco em 21 de dezembro de 1901.
10. Mikhail Brusnev – engenheiro no exílio político.
11. O. F. Tsionglinski – estudante no exílio político.

Três oficiais da frota russa Kolomeitsev, Mathiesen e Koltchak, juntamente com a realização de trabalhos científicos, tiveram que cumprir o serviço de oficiais de combate e portar relógios de navegação, já que a maior parte da tripulação do “Zaria” era formada por marinheiros da marinha.
A equipe de apoio incluiu:
1. Nikifor Begitchev – contramestre
2. Eduard Ogrin – engenheiro-chefe
3. Semion Ievstifeiev – marinheiro
4. Vasili Jelezniakov – timoneiro
5. Aleksei Semiachkin – marinheiro, mais tarde substituído pelo musher Piotr Strijov
6. Ivan Maligin – marinheiro, mais tarde substituído pelo tropeiro de cães Stepan Rastorguiev
7. Nikolai Bezborodov – marinheiro
8. Stepan Rastorguiev – tropeiro de cães, timoneiro
9. Piotr Strijov – tropeiro de cães, timoneiro
10. Sergei Tolstov – marinheiro
11. Eduard Chirvinski – engenheiro
12. Ivan Klug – bombeiro
13. Gavriil Puziriov – bombeiro
14. Trifon Nosov – bombeiro
15. Foma Iaskevitch – cozinheiro
16. Nikolai Protodiakonov – marinheiro
17. Vasili Gorokhov – marinheiro

A expedição auxiliar liderada pelo geólogo Konstantin Vollosovitch consistia em 11 pessoas, incluindo dois exilados políticos O. F. Tsionglinski e Mikhail Brusnev.
No início de abril de 1900, toda a equipe se reuniu na cidade norueguesa de Larvik, onde o Zaria estava sendo montado pelo construtor naval Colin Archer. De lá, eles navegaram para Oslo para buscar equipamentos científicos e um suprimento de carvão e depois para São Petersburgo. Em 29 de maio, Nicolau II visitou o navio e ajudou a reabastecê-lo com carvão. Alguns dias depois, o navio foi visitado pelo grão-duque Konstantin.

## Preparações finais
Em janeiro, Kolomeitsev foi ao porto norueguês de Larvique para supervisionar o reequipamento das instalações e mastros de Zaria. Por volta de 10 de abril, quando toda a equipe se reuniu, Koltchak e Mathiesen, com os escalões mais baixos, partiram ao longo da Ferrovia Finlandesa através de Gangsud para Estocolmo, depois através de Cristiânia (Oslo moderna) para a cidade norueguesa de Larvique, onde o Zaria estava sendo reequipado no casa de barcos do famoso construtor naval Colin Archer. Em três semanas, o navio foi calafetado e coberto com uma resina especial para evitar vazamentos. Ao sair do cais foi descoberto um pequeno vazamento. Esta circunstância não foi dada importância, associando-a à calafetagem apenas efectuada. De Larvique, Zaria seguiu para Cristiânia, onde levou a bordo o carvão e equipamento científico encomendado. Seguindo o conselho de Toll, Koltchak encontrou Nansen aqui, foi ao seu laboratório científico e estudou os métodos de pesquisa hidrológica de Nansen, familiarizou-se com os mais recentes instrumentos oceanográficos do professor Hirt. Nansen, por sua vez, visitou o Zaria. No início de maio de 1900, o tenente da frota Nikolai Kolomeitsev e o tenente da frota Aleksandr Koltchak trouxeram a escuna de Bergen para São Petersburgo, levando o chefe da expedição, o barão Eduard Toll, ao longo do caminho do rio Neman. Atracamos no rio Neva perto da ponte Nikolaievski em frente ao prédio do Corpo Naval Russo, cujos graduados eram todos os três oficiais da expedição. Eles tiveram que começar sua longa jornada desde as paredes de sua alma mater. Em São Petersburgo, o trabalho inacabado do navio realizado no Zaria no caminho de Cristiânia continuou.

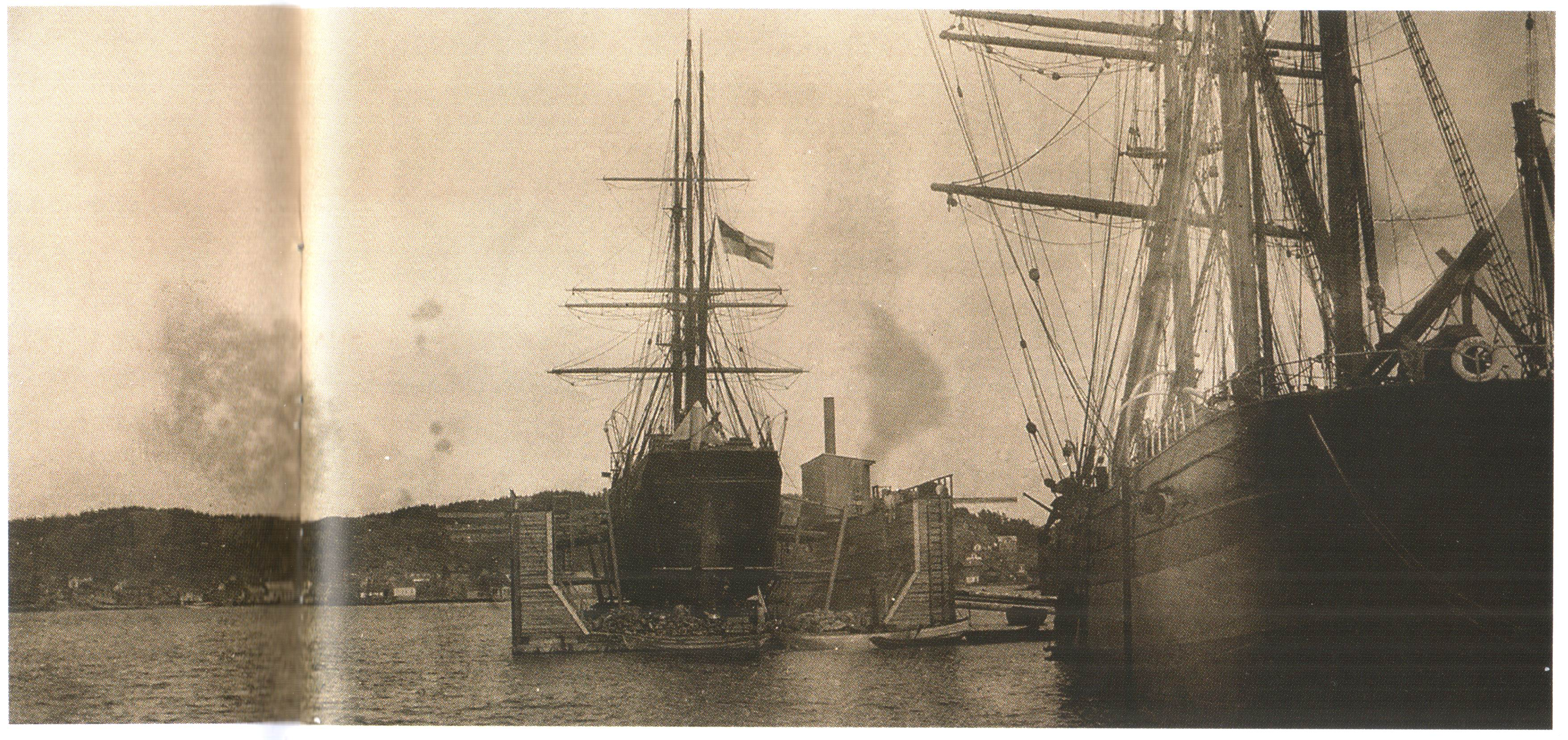
Zaria no cais norueguês.

Pouco antes do início da expedição, Toll recebeu de Nansen um pacote com documentação e materiais sobre o Ártico Siberiano: coordenadas de ilhas individuais, esboço de Nansen da baía de Colin Archer, onde o escandinavo aconselhou Toll a passar o inverno, recomendações para esclarecer a localização dos vales fluviais da parte nordeste de Taimir e a presença de seus vestígios no fundo do mar, que poderia explicar a origem da enorme plataforma do planalto subaquático siberiano. Nansen também recomendou estudar o fenômeno da “água morta”, que ocorre apenas no Oceano Ártico, quando atrás do navio uma onda de água dessalinizada se forma sobre uma pesada camada de água salgada, dificultando a movimentação. Foi essa “água morta” que o tenente Kolchak teve que estudar. Toll imediatamente entregou os materiais relativos a esta questão de interesse de Nansen ao hidrógrafo da expedição, para que ele os refletisse e levasse para a expedição todos os instrumentos necessários para as pesquisas pertinentes.
Todos os dias, várias cargas eram trazidas para o navio, que eram cuidadosamente colocadas a bordo: instrumentos, equipamentos, redes biológicas, redes de arrasto, batómetros, cartas marítimas, auxiliares de natação, alimentação, etc. Mas a carga principal, da qual a expedição dependia em tudo (alcance de cruzeiro, aquecimento, cozimento), era o combustível, ou seja, o carvão. O responsável pela entrega e recebimento das mercadorias era Aleksandr Koltchak.
Em 29 de maio, Nicolau II visitou a escuna que se preparava para a partida. Esta visita foi descrita pelo capitão da embarcação:
Poucos dias depois, o patrono da expedição, o presidente da Academia de Ciências da Rússia, grão-duque Konstantin Konstantinovitch, também visitou o navio. Pouco antes da partida, foi realizada uma reunião na Academia de Ciências sob sua presidência, da qual participaram Toll, Kolomeitsev e Koltchak.

## Conquistas e importância científica da expedição do Barão Toll

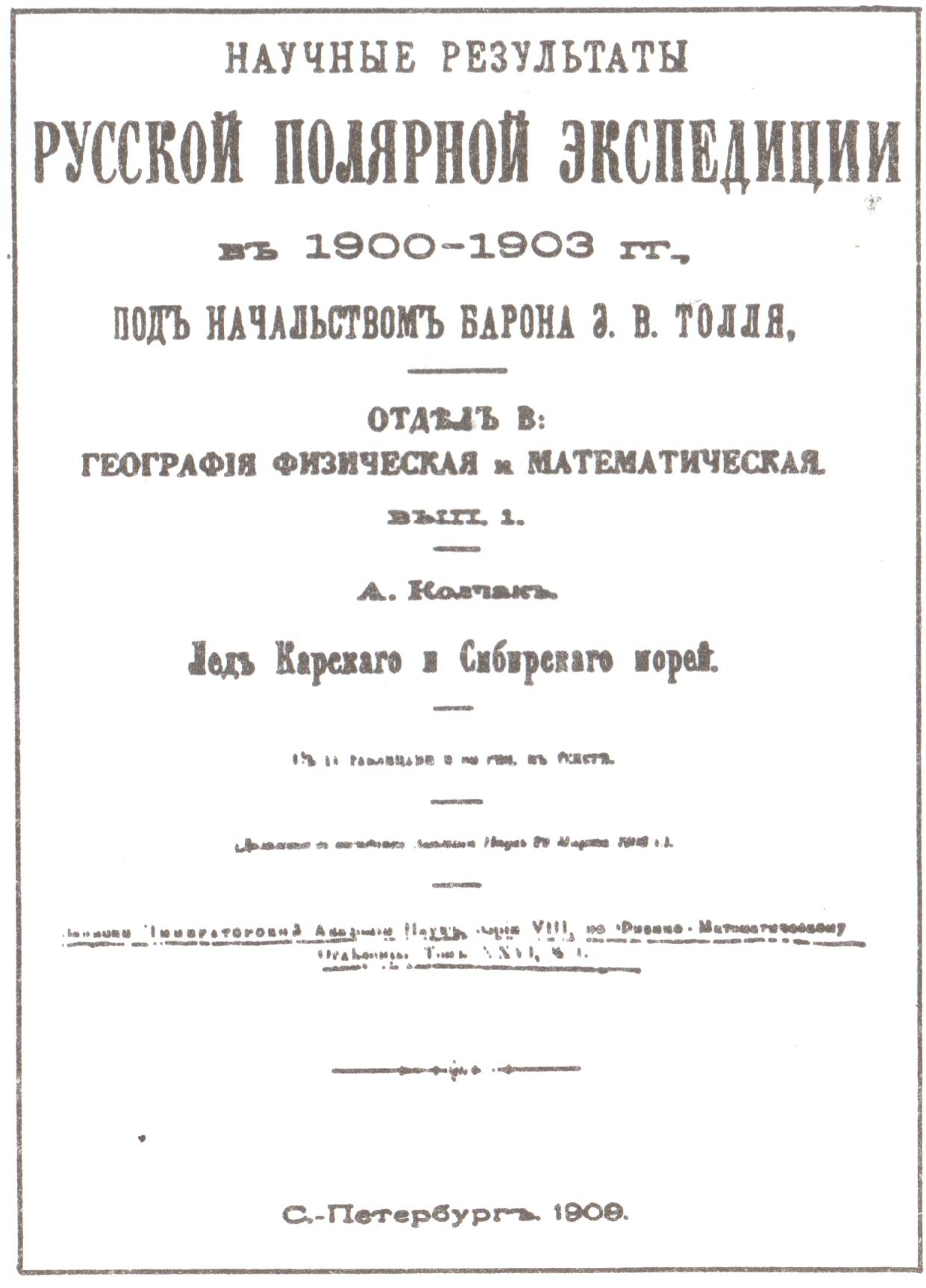
Página de rosto da primeira edição dos trabalhos da Expedição Polar Russa da Academia Imperial de Ciências

Os resultados científicos e práticos da expedição revelaram-se elevados. A expedição marcou o início de um estudo abrangente dos mares e da terra árticas. Resultados significativos foram alcançados, em primeiro lugar, na descrição da costa e nas medições das profundidades, que os cientistas fizeram ao longo de todo o percurso da expedição. Isso é especialmente importante, dado que as expedições anteriores lideradas por Nansen e Nordenskiöld não realizaram levantamentos sistemáticos e medições de profundidade. Como observa Pavel Zirianov, isso pode ser visto a partir de uma simples comparação dos contornos modernos da Península de Taimir e os dados por mapas do início do século XX. O grupo de Toll, à custa da vida de seus membros, explorou a inexplorada Ilha Bennett, coletando uma coleção geológica.

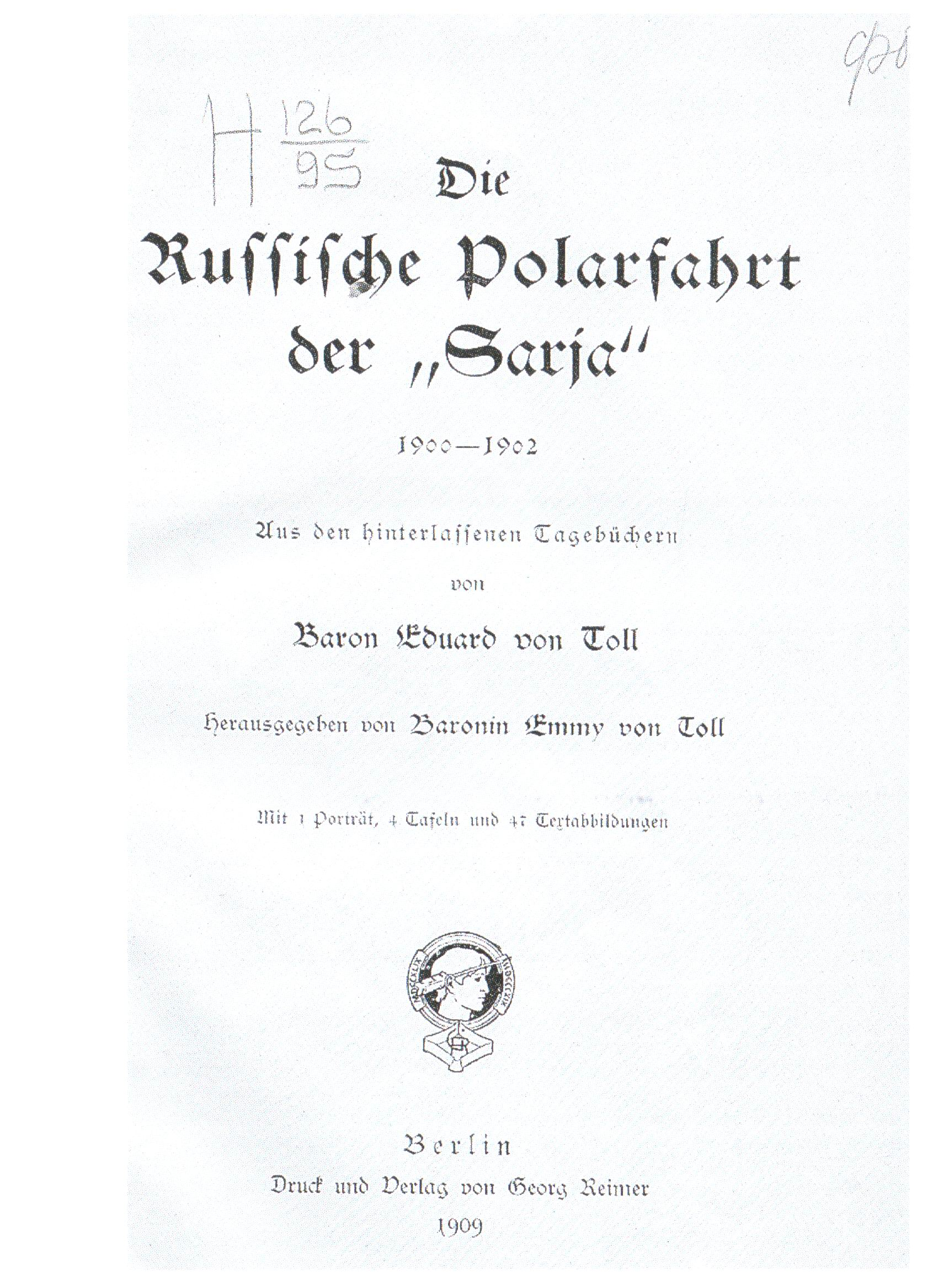
Página de título da 1ª edição do livro de Eduard Toll sobre a expedição polar russa

Com base nos resultados do trabalho da expedição, foi compilado um mapa geológico da Península Taimir e da Ilha Kotelni. КUm breve esboço físico, geográfico e biológico da costa norte da Sibéria contém informações sobre o clima, hidrografia, geologia, orografia, flora e fauna de Taimir e das ilhas da Nova Sibéria. Nos materiais da expedição, Koltchak realizou um estudo fundamental sobre o gelo dos mares de Kara e Siberiano Oriental, que foi um novo passo no desenvolvimento da oceanografia polar e, como hidroquímico destacado, mediu a salinidade, coletou amostras de gases dissolvido na água do mar, planejando dedicar um trabalho separado a este ponto de pesquisa. Como membro da expedição, Koltchak realizou todos os tipos de trabalhos e atribuições, mas como cientista pesquisador, ao mesmo tempo em que se dedicava ao estudo das “metamorfoses do gelo”, que formaram o material para a monografia “Gelo dos mares de Kara e da Sibéria” (em russo:  «Лёд Карского и Сибирского морей»), que ocupa mais de 170 páginas com 11 tabelas e 24 fotografias de diferentes formas de gelo. O autor, entre outras coisas, não apenas formulou as principais direções do movimento do gelo sob a influência de ventos e correntes na área das ilhas da Nova Sibéria, mas também propôs um esquema para o movimento do pacote ártico para o toda a bacia polar. O material glaciológico coletado por Koltchak não perdeu sua relevância até hoje. Por exemplo, o cientista russo, vencedor de dois prêmios estaduais, acadêmico da Academia Russa de Ciências Aleksandr Lisitsin em conferências científicas repetidamente se referiu à pesquisa do Ártico de Aleksandr Koltchak, apontando sua importância para a oceanologia moderna.
Os resultados científicos coletados pela expedição polar russa da Academia de Ciências revelaram-se muito significativos e incluíram dados no campo da meteorologia, oceanografia, magnetismo terrestre, glaciologia, geografia física, botânica, geologia, paleontologia, etnografia, aurora polar. Tornou-se óbvio que levaria muitos anos para seu processamento científico: eles realmente foram processados dentro de 10 a 15 anos e publicados no “Anais da Academia de Ciências da Rússia”, em cartas e direções de navegação nos mares do Ártico. A publicação das obras científicas da expedição polar russa acabou sendo bastante cara por si só: a estimativa preservada dos custos de publicação das obras da expedição de 1904 a 1911 indica que muitas vezes excedeu o custo da própria escuna Zaria, na qual 20 pessoas viveram e navegaram por 3 anos.
Segundo o pesquisador Nikolai Tcherkachin, a expedição de Toll também teve um “significado visionário” especial: foi realizada mais no interesse da Marinha do que no interesse da Academia de Ciências, porque além de buscar a Terra de Sannikov, os exploradores polares também procurou afloramentos de carvão para garantir o reabastecimento no meio da caminho dos navios que iam do oeste para Camecháteca e Vladivostoque.

## A expedição polar russa na arte e na historiografia

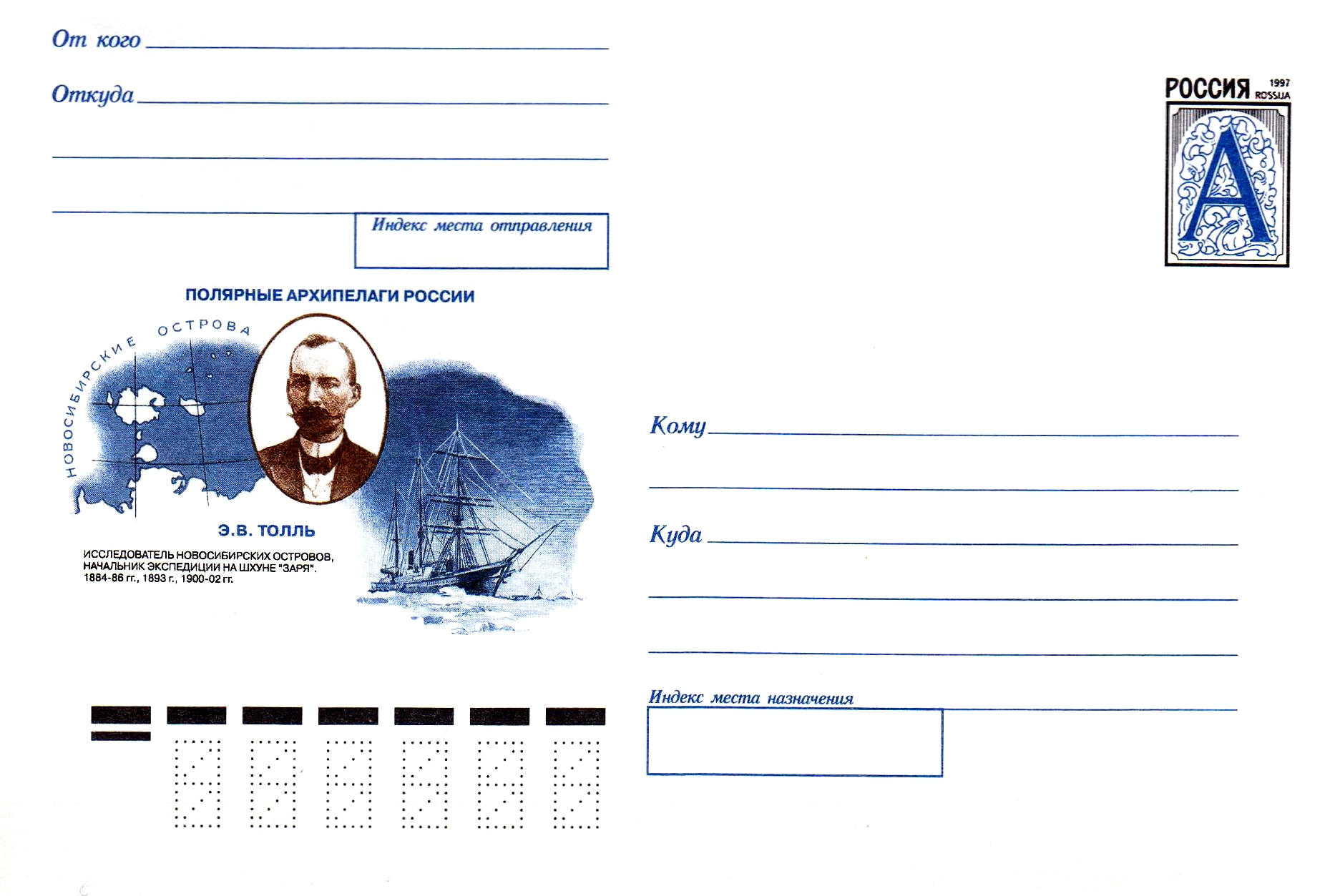
Envelope do correio russo “Arquipélagos polares da Rússia. Ilhas da Nova Sibéria. Explorador E. V. Toll das Ilhas da Nova Sibéria, chefe da expedição na escuna Zaria. 1884-86, 1893, 1900-02”

Sob o domínio soviético, a história da expedição foi distorcida, o papel e os méritos de Toll e, antes de tudo, Koltchak, como oceanólogo e bravo explorador do Ártico, foram abafados. Suas obras científicas, que receberam reconhecimento da comunidade mundial, foram abafados. Apesar de as atividades do futuro governante supremo da Rússia como explorador polar permanecerem na “penumbra”, os cientistas soviéticos usaram suas obras, mas geralmente sem referência ao autor.
Assim, no livro de Wittenburg publicado em 1960, o levantamento de 500 quilômetros em 41 dias de Toll e Koltchak na Península de Taimir, de 7 de abril a 18 de maio de 1901, é apresentado de forma altamente distorcida, e o nome de Koltchak não é mencionado em todos.
Um exemplo da filtragem de fatos históricos pela censura soviética é o livro des Iosif e Vadim Magidovitch, “Ensaios sobre a história dos descobrimentos geográficos” (em russo:  «Очерки по истории географических открытий»), publicado em 1985. Nele, os autores descreveram em detalhes a expedição de Toll de 1900-1902 (assim como suas expedições de 1885-86 e 1893), entre os participantes da expedição polar russa eles mencionaram Toll, Mathiesen, Kolomeitsev, Rastorguev, Seeberg, Begitchev, mas nunca nomearam Koltchak. A expedição de resgate de Koltchak em 1903 é descrita pelos Magidovitchs em um parágrafo que fala sobre a contribuição para as descobertas geográficas de Begitchev, o futuro descobridor da ilha Mali Begitchev. Ao mesmo tempo, o chefe e organizador da expedição de resgate de 1903 tradicionalmente não é mencionado.
Essa tradição da supressão se faz sentir hoje. Assim, em 2000, ano do 100º aniversário da expedição polar russa, este evento foi ignorado em silêncio pelo público russo e pelos círculos científicos. Até o diário do Barão Toll, publicado no exterior em 1909, que foi guardado no iate Zaria e, de acordo com o testamento de seu dono, entregue à esposa, foi publicado na URSS em 1959, traduzido do alemão de uma forma muito truncada. O barão Toll em suas anotações dedicou muito espaço ao tenente Koltchak e avaliações positivas de seu trabalho durante a expedição.
Um dos episódios famosos dessa campanha foi a renomeação em 1939 de uma ilha no Ártico, batizada por Toll em homenagem a Koltchak em memória de seus méritos como cientista durante a expedição ao Ártico. Como escreve o historiador Valeri Siniukov, “não só as pessoas e suas obras, mas também ilhas inteiras foram reprimidas”: no final dos anos '30, as autoridades soviéticas deram à ilha o nome de um marinheiro do “Zarya” Rastorguev. A renomeação ocorreu, apesar do óbvio absurdo toponômico que surgiu em relação a ela: uma ilha com o mesmo nome já estava nos mapas e estava localizada na baía de Piasina perto da ilha Koltchak. Menos conhecido é o episódio da renomeação do cabo Koltchak pelos mesmos motivos: durante esta campanha recebeu o nome do escritor Konstantin Slutchevski.
O historiador dos Urais Ivan Plotnikov, que escreveu em sua obra biográfica de 1998 sobre a perpetuação da memória do tenente Koltchak pelo Barão Toll, arrependeu-se neste livro de sua homenagem pessoal à política de silêncio e distorção da era soviética:

## Observações
1. ↑  Por exemplo, o livro de Adolf Nordenskiöld “A Expedição Polar Sueca 1878-79. Descoberta da Passagem do Nordeste” começa com as palavras: “As expedições árticas partindo da Suécia nos últimos anos adquiriram profundo significado nacional”.